# Мунтић
Мунтић је село у општини Лижњан у јужној Истри.

## Историја
Мунтић се први пут помиње 1331. године, али на простору села пронађена је праисторијска керакмка из бронзаног и железног доба.
У 16. веку Мунтић је обновљен и насељен становницима из Костањице. Тада је вероватно и изграђена жупна црква Св. Јеронима.

## Становништво
На попису становништва 2011. године, Мунтић је имао 400 становника.

## Попис1991.
На попису становништва 1991. године, насељено место Мунтић је имало 312 становника, следећег националног састава:
| Попис 1991.‍  | Попис 1991.‍  | Попис 1991.‍ | Попис 1991.‍ | Попис 1991.‍ |
| ------------ | ------------ | ----------- | ----------- | ----------- |
|              |              |             |             |             |
| Хрвати       | Хрвати       |             | 223         | 71,47%      |
| Муслимани    | Муслимани    |             | 5           | 1,60%       |
| Срби         | Срби         |             | 5           | 1,60%       |
| Италијани    | Италијани    |             | 4           | 1,28%       |
| Југословени  | Југословени  |             | 3           | 0,96%       |
| Словенци     | Словенци     |             | 1           | 0,32%       |
| неопредељени | неопредељени |             | 3           | 0,96%       |
| регион. опр. | регион. опр. |             | 68          | 21,79%      |
| укупно: 312  |              |             |             |             |